# موتور حسن بامري
موتور حسن بامري (بالإنجليزية: Mowtowr-e Hasan Bamri)‏ هي منطقة سكنية تقع في سيستان وبلوتشستان في إيران. يقدر عدد سكانها بـ 57 نسمة .